# 夏空のモノローグ
『夏空のモノローグ』（なつぞらのモノローグ）は、アイディアファクトリー（オトメイト）より2010年7月29日に発売されたPlayStation 2用ソフト。
PlayStation Portable版『夏空のモノローグportable』は2013年3月20日に発売。iOS/Android版『夏空のモノローグ for iOS & Android』は2017年5月30日に配信開始。Nintendo Switch版『夏空のモノローグ 〜Another Memory〜』は2024年7月25日に発売。
2024年7月24日から29日には舞台『夏空のモノローグ』が上演された。
タイムループに巻き込まれる人々を描いたアドベンチャーゲーム。このゲームでは、VNRシステムとLRCシステムが新たに導入された。前者はカットを用いたテキストの演出方法であり、後者は20種類以上のイベントからシナリオを選択してプレイするものである。また、"ツリーピース"と呼ばれる別視点シナリオがあり、物語の核心に迫っていくものとなっている。

## あらすじ
小川 葵らが暮らす土岐島には、30年前からツリーと呼ばれる、謎の超高層建造物がそびえたっていた。
7月29日、彼女と科学部の面々は、そのツリーの観測に訪れたところ、突如『ツリー』が歌いだすという場面に遭遇した。
それから、"7月29日"という日が繰り返されるようになった。

## 登場人物
声はゲーム版の声優、演は舞台版の俳優を記載。
小川 葵（おがわ あおい）
声 - 無し / 演 - 中川梨花
16歳。高校2年生。本作の主人公。
木野瀬 一輝（きのせ かずき）
声 - 阿部敦 / 演 - 塚本凌生
16歳。高校2年生。科学部に所属し、副部長を務めている。こわもてだが実は心優しい。
加賀 陽（かが はる）
声 - 高橋直純 / 演 - 永島龍之介
15歳。高校1年生。葵のことが好きで、科学部に入部したのも彼女のためである。
沢野井 宗介（さわのい そうすけ）
声 - 高橋伸也 / 演 - 白石康介
17歳。高校3年生。科学部部長の座に君臨する天才児。黙っていれば完璧超人。
篠原 涼太（しのはら りょうた）
声 - 代永翼 / 演 - 古賀瑠
15歳。高校1年生。読書家で皮肉屋。
浅浪 皓（あさなみ こう）
声 - 井上和彦 / 演 - 三好大貴
28歳。科学講師で、科学部の顧問も務めるが、実際は趣味のプラモデル制作に勤しんでいる。
綿森 楓（わたもり かえで）
声 - 岡本信彦 / 演 - 大海将一郎
謎の少年。
浅浪 翔（あさなみ しょう）
声 - 水口まつり / 演 - 伊奈聖嵐
14歳。浅浪皓の弟。兄同様プラモデル好き。

## 制作

### 背景：7月6日のモノローグ
本作は、携帯電話向けウェブサイト「オトメイトモバイル」で過去に配信されていたにて以前配信されていた連載小説「7月6日のモノローグ」（以下：「7月6日」）がもとになっている。デザインファクトリーの島れいこ監修・編集のもと、この小説の原案と執筆は西村悠が担当した。
もともとこの小説はゲームの企画として発案されたものの、諸事情によって小説として配信された。
西村はもともと現代の学園を舞台に、少年少女の恋愛や成長を直球で描くにはどのような方法が有効かと考える中で、巨大な建造物とタイムループ、そして「大人になるということは、捨てることに慣れること」というメッセージがよいということに気づいた。

### シナリオ執筆・セッティング
『夏空のモノローグ』はアドベンチャーゲームという媒体を生かした工夫が施されており、西村によると、各ルートにまたがった伏線が仕掛けられているという。

### 美術
キャラクターデザインのコンセプトは「日差しの暖かさ」「潮風の柔らかさや涼しさ」「夕暮れにふと感じる物悲しさ」の3つを掛け合わせたイメージがもたれた。原画担当のろく丸がオトメイトのスタッフブログに寄せた記事によると、雰囲気は規格の時点から構築されており、重要な位置づけにあり、その雰囲気づくりには色彩が重要だった。

## 主題歌
オープニングテーマ「ナツソラ」
作詞 - mao / 作曲・編曲 - 安瀬聖 / ギター - 東タカゴー / 歌・演奏 - cocua
エンディングテーマ「夏色のモノローグ」
作詞 - mao / 作曲・編曲 - 安瀬聖 / 歌 - cocua

## ドラマCD
特典
- 夏空のモノローグ 限定版付属ドラマCD オットー･リリエンタール２号の夢
- 夏空のモノローグ 予約特典ドラマCD アプダクション α
- 夏空のモノローグ アニメイト特典ドラマCD 会議は踊る! 科学部血風議事録 議決合宿編
- 夏空のモノローグ あみあみ特典ドラマCD 会議は踊る! 科学部血風議事録 絶叫合宿編
- 夏空のモノローグ GAMECITY特典ドラマCD 会議は踊る! 科学部血風議事録 死闘恋愛編
- 夏空のモノローグ メッセサンオー特典ドラマCD 会議は踊る! 科学部血風議事録 記憶想起編

販売
- 夏空のモノローグ ドラマCD 科学部活動音声記録 〜夏の終わりと、夏の始まり〜（2011年7月29日発売）
- 夏空のモノローグ ドラマCD 科学部活動音声記録 〜未来へ続く、タイムカプセル〜（2015年7月29日発売）

## サウンドトラック
- 夏空のモノローグ オリジナルサウンドトラック（2011年2月17日発売）

## 書籍
- 夏空のモノローグ 科学部活動記録 公式資料集（2011年7月29日発売）
- 夏空のモノローグ 公式プレミアムファンブック（2016年7月29日発売）
- 小説 夏空のモノローグ（2017年7月29日発売）

## 舞台
舞台『夏空のモノローグ』として2024年7月に上演。ゲームリリースから14周年の2024年7月29日に千秋楽を迎えた。

### 公演概要
- 日程 - 2024年7月24日 - 29日
- 会場 - シアターサンモール
- 脚本・演出 - 桐山瑛裕
- 原作 - オトメイト（アイディアファクトリー / デザインファクトリー）
- 主催・制作 - 舞台『夏空のモノローグ』製作委員会

### 関連イベント
舞台『夏空のモノローグ』オーディオコメンタリー上演イベント
- 日程 - 2025年7月29日

- 出演
  - 中川梨花
  - 大海将一郎
  - 塚本凌生
  - 白石康介
  - 古賀瑠
  - 三好大貴
  - 一ジョー[注 1]

- 会場 - イオンシネマ板橋